# Кариди, Спиридула
Спиридула Кариди (греч. Σπυριδούλα Καρύδη; род. 30 января 2001, Керкира, Ионические острова) — греческая легкоатлетка, специалистка по тройным прыжкам и прыжкам в длину. Выступает на профессиональном уровне с 2016 года, победительница юниорского чемпионата Европы, серебряная призёрка чемпионата Балкан, многократная чемпионка Греции, участница ряда крупных международных стартов, в том числе чемпионата мира в Орегоне.

## Биография
Спиридула Кариди родилась 20 января 2001 года на острове Корфу, Греция. Впоследствии постоянно проживала в Афинах, занималась лёгкой атлетикой в столичном клубе «Каллистос».
Впервые заявила о себе в сезоне 2016 года, когда в прыжках в длину стала шестой на юношеском первенстве Греции в Трикале.
В 2017 году в составе греческой сборной заняла четвёртое место на юношеском первенстве Балкан в Стамбуле. Принимала участие в Европейском юношеском Олимпийском фестивале в Дьёре — в прыжках в длину закрыла десятку сильнейших, тогда как в тройных прыжках в финал не вышла.
В 2018 году на юношеском европейском первенстве в Дьёре была третьей в прыжках в длину и четвёртой в тройных прыжках. Также в тройном прыжке показала шестой результат на юношеских Олимпийских играх в Буэнос-Айресе.
В 2019 году в тройном прыжке одержала победу на юниорском европейском первенстве в Буросе.
В 2020 году впервые выиграла зимний и летний чемпионаты Греции среди взрослых спортсменок в зачёте тройного прыжка. На домашних соревнованиях в Янине установила ныне действующий юниорский рекорд страны в прыжках в длину — 6,71 метра.
В 2021 году прыгала тройным на чемпионате Европы в помещении в Торуне, получила серебро на чемпионате Балкан в Смедерево и на молодёжном европейском первенстве в Таллине. На домашнем турнире в Афинах установила личный рекорд в тройном прыжке — 14,19 метра.
В 2022 году в тройных прыжках выступила на чемпионате мира в Орегоне, стала девятой на чемпионате Европы в Мюнхене.
В 2023 году участвовала в программе тройного прыжка на чемпионате Европы в помещении в Стамбуле и на молодёжном европейском первенстве в Эспоо, в обоих случаях в финал не вышла.